# ニョ・ミャ
ニョ ミャ (Nyo Mya   ビルマ語: ညိုမြ 1914年4月10日-1985年9月29日）はビルマ出身の作家、詩人である。彼はイギリスのビルマ支配とビルマの市長を批判した"Hell Hound at Large,"という記事で著名になった。彼はアウンサンの友人であり、衆議院議員でもあった。 